# Aleksandr Mirónov
Aleksandr Mirónov é um ciclista profissional russo nascido em Oriol (Óblast de Oriol), a 22 de janeiro de 1984.
Estreiou como profissional no ano 2006 com a equipa russa Premier. Em 2011, deu o salto à primeira categoria, o Pro Tour, da mão da Katusha, depois de ter estado dois anos nas suas equipas filiais. Em 2012 alinhou pela nova equipa, também russa, da RusVelo.

## Palmarés
2008
- 1 etapa do Rhône-Alpes Isère Tour
- 1 etapa do Way to Pekin
- 1 etapa do Baltyk-Karkonosze Tour

2009
- 1 etapa do Circuito Montañés

2010
- Troféu Franco Balestra
- 1 etapa do Volta à Normandia
- Memorial Oleg Dyachenko
- 3º no Campeonato da Rússia em Estrada

2012
- 1 etapa do Grande Prêmio de Adigueya

## Equipas
- Premier (2006)
- Rietumu Bank-Riga (2007-2008)
- Katyusha CT (2009)
- Itera-Katusha (2010)[2]
- Katusha (2010[3]-2011)
  - Team Katusha (2010)[3]
  - Katusha Team (2011)
- RusVelo (2012)